# Batna

Stadtkarte von Batna mit seinen Vierteln

Batna (arabisch باتنة, DMG Bātina, tamazight ⴱⴰⵜⵏⴰ Batna, chaouia ⵜⴱⴰⵟⴻⵏⵜ Tbaṭent) ist eine Stadt im Nordosten Algeriens mit 292.943 Einwohnern (Stand 2008).
Sie liegt in der gleichnamigen Provinz Batna, deren Hauptstadt sie ist. Rund 40 Kilometer östlich liegen die von der UNESCO zum Weltkulturerbe ernannten Ruinen von Timgad. In der Stadt befindet sich die Universität Batna.

## Geschichte
1844 gründete die französische Julimonarchie dort einen militärischen Stützpunkt, um das Gebiet zwischen der Sahara und dem Atlas-Gebirge zu kontrollieren. Vier Jahre später siedelten sich in der Nähe des Stützpunktes Menschen an. Die neu gegründete Stadt nannte sich Nouvelle Lambese. Schon ein Jahr später benannte man sie in Batna um.
Von 1954 bis 1962 währte der Algerienkrieg. In Batna und Umgebung operierte ab Anfang November 1954 eine Aufstandsarmee von Mostafa ben Boulaïd. Bis zum Kriegsende und der Unabhängigkeit gehörte die Stadt zum 1956 neu eingeteilten französischen Verwaltungsgebiet Wilaya 1.

## Verkehr
Die Stadt ist an den Schienenverkehr des Landes angeschlossen und verfügt über einen Bahnhof der Société nationale des transports ferroviaires algériens. Durch die Stadt führt eine der längsten Fernstraßen des Landes, der Nationalstraße 3.

## Persönlichkeiten
- Redha Malek (1931–2017), Politiker und früherer algerischer Premierminister
- Liamine Zéroual (* 1941), algerischer Präsident (1994–1999)
- Youcef Yousfi (* 1941), Politiker und Minister
- Ali Benflis (* 1944), Politiker und früherer algerischer Premierminister
- Rabah Saâdane (* 1946), Fußballspieler und -trainer
- Guem (1947–2021), Perkussionist und Weltmusik-Künstler
- Kamel Louafi (* 1952), Landschaftsarchitekt
- Jean-Paul Allouche (* 1953), französischer Mathematiker
- Salim Aribi (* 1974), Fußballspieler